# Ventspils
Ventspils (lengyelül: Windawa, németül: Windau, oroszul: Виндава/Vindava vagy Вентспилс) város Lettországban, a Balti-tenger térségének fontos jégmentes kikötője.

## Fekvése
Nyugat-Lettországban a Balti-tenger partján, a Venta folyó torkolatában, Rigától 190 km-re nyugatra található.

## Lakossága
A 2004-es adatok szerint a város lakosságának 51,4%-a lett, 33,4%-a orosz, 5,4%-a ukrán, 3,7%-a fehérorosz, 3,1%-a litván 1,2%-a lengyel, a fennmaradó 1,8%-a pedig egyéb nemzetiségű.

## Története

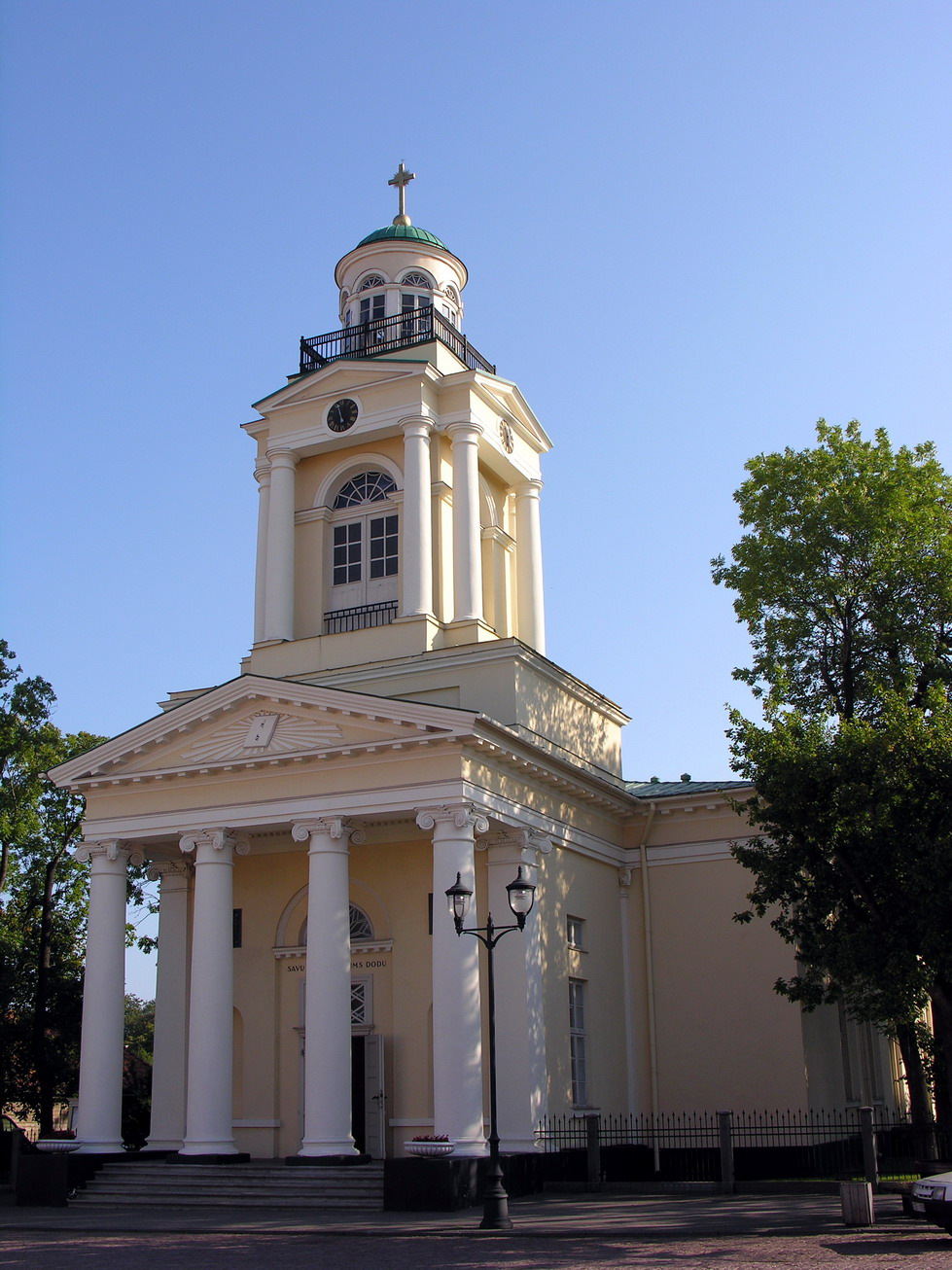
A klasszicista Miklós-templom, épült 1835-ben

Ventspils Lettország egyik legrégebbi városa. A város magját a Livóniai lovagrend 1290-ben épült vára adja. A lovagrend vára körül a Venta folyó torkolatánál német telepesek építették fel lakóházaikat, majd a kereskedelmi és stratégia szempontból egyformán kedvező adottságok révén gyorsan gyarapodott a település.
A város címere és pecsétje 1369 óta ismert. Az első Ventspilset említő oklevél 1378-ból származik. A város a Hanza-szövetség tagja volt.
Virágkorát a Kurföldi és Zemgalei hercegség idején élte. Kettler Jakab herceg korában (1642-82) Ventspils nem csak fontos kikötő, hanem igen jelentős hajóépítő központ is volt. Innen indultak Jakab herceg hajói Gambia és Tobago meghódítására. Ventspils 1795-ben vált az Orosz Birodalom részévé. A 19. század közepén újra megindult a gazdasági fejlődés, jelentősen nőtt a kikötő forgalma és újraindult a városban a hajóépítés. A század végén megépült a Moszkva–Ventspils-vasútvonal.
Lettország függetlenné válását követően a két világháború között a város gazdasága stagnált, még 1940-ben sem érte el az első világháború előtti szintet.
A szovjet időkben a város lakosságának összetétele gyökeresen megváltozott. A szovjet hadikikötő mellett az 1960-as években megkezdték a ventspilsi tartályhajó kikötő építését. Ez az olajkikötő volt a Szovjetunió felbomlásáig a szovjet nyersolaj és olajipari termékek legjelentősebb exportforgalmat lebonyolító kikötője.

## Gazdasági élet, közlekedés

### Közlekedés

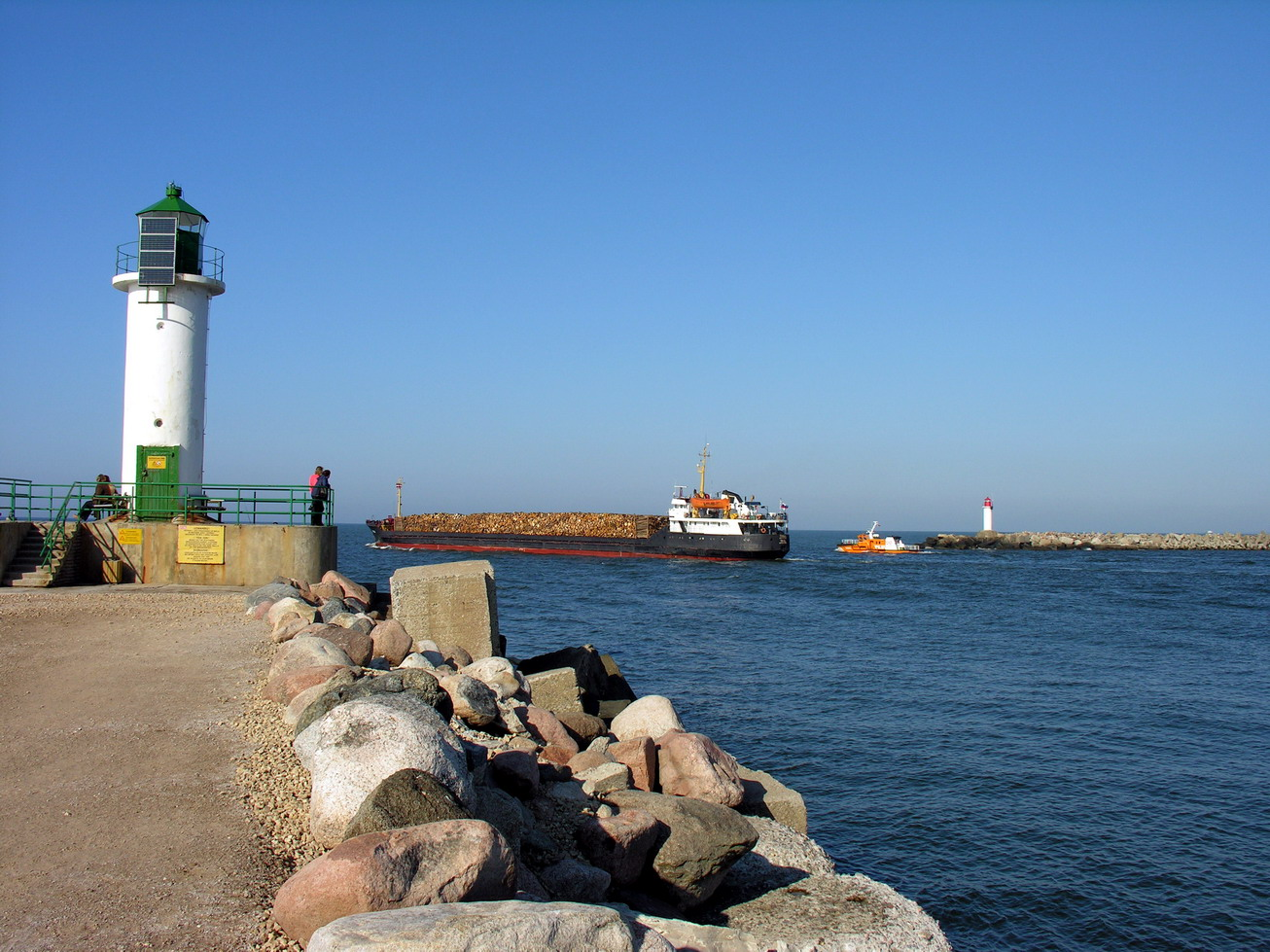
A ventspilsi kikötő bejárata

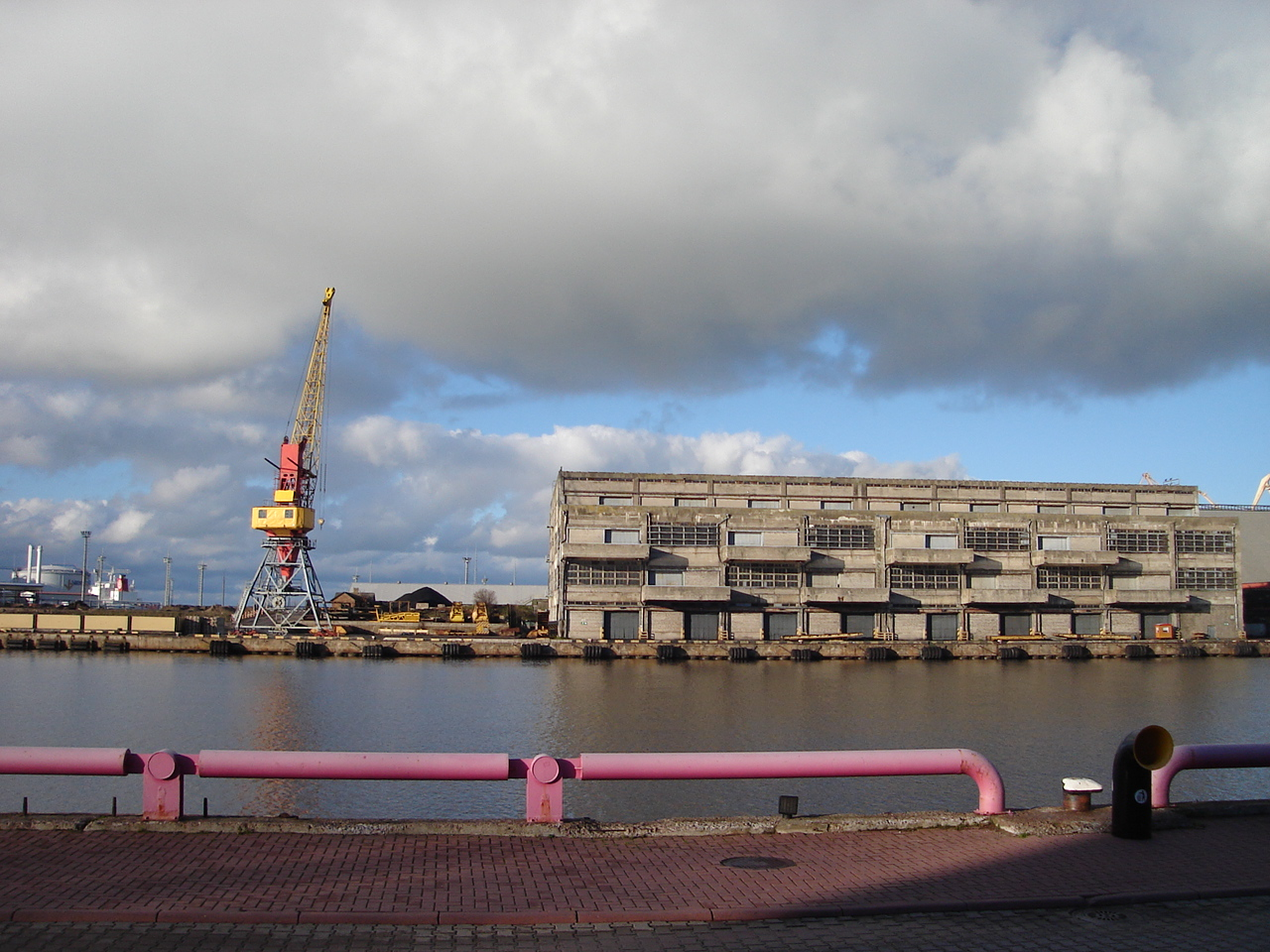
Ganz daru a kikötőben

Ventspils a Baltikum legfontosabb tartályhajó-kikötője, és egyben Lettország legfontosabb tengeri kompkikötője. Közvetlen komphajók indulnak Ventspilsből Észtországba (Saaremaa), Svédországba (Karlshamn, Nynäshamn) és Németországba (Lübeck és Rostock).
A belföldi távolsági közlekedést autóbusszal bonyolítják le. Ventspilst közvetlen autóbuszjáratok kötik össze Lettország nagyobb városaival. A városnak nincs vasúti összeköttetése.
A városnak van nemzetközi repülőtere (IATA: VTS, ICAO: EVVA), azonban menetrendszerű személyforgalom nincs.
A városi közlekedést 10 autóbuszvonal biztosítja.

### Gazdaság
A város gazdasági életének meghatározója a tartálykikötő, ahol hét jelentős szállítmányozási vállalat működik. Ezek adják a város bevételeinek több mint 60%-át és a munkahelyek közel harmadát. A hét tartályhajó-terminál közül öt foglalkozik nyersolaj és olajipari termékek, míg további két vállalat folyékony vegyi anyagok szállítmányozással.
A Kālija parks a maga közel 5 millió tonnás forgalmával a világ legnagyobb káliumszármazékokat be- és kirakodó terminálja.
A Ventamonjaks folyékony vegyi anyagok szállítására szakosodott (ammónia, ipari alkohol, egyéb olajszármazékok).

## Kultúra, oktatás
Ventspils legjelentősebb kulturális emléke a livóniai lovagrend vára. A városban található történeti és művészeti múzeum várostörténeti gyűjteménnyel és időszakos művészeti kiállításokkal várja látogatóit. Ezen kívül érdekesség a tengeri halászat múzeuma.
A városban 9 középiskola és egy 1999-ben alapított gazdasági főiskola található.

## Látnivalók
- Ventspils belvárosa szépen restaurált faépületekkel.
- A Városház tér az 1835-ben épült klasszicista, evangélikus Miklós-templommal.
- A Kardtestvérek rendjének a 13. században épült vára a Venta partján.
- A tengeri halászat szabadtéri múzeuma.

## Ventspils testvérvárosai
- Västervik, Svédország
- Stralsund, Németország
- Lorient, Franciaország